# Élections municipales de 2021 dans La Matapédia
Pour un article plus général, voir Élections municipales de 2021 dans le Bas-Saint-Laurent.
Cet article concerne les élections municipales de 2021 dans le Bas-Saint-Laurent dans la municipalité régionale de comté de La Matapédia.

## Albertville
|             | Élection (2017)                                                                               | Dissolution (2021)                                                                            | Élection (2021)                                                                                 |
| Maire       | Martin Landry                                                                                 | Martin Landry                                                                                 | Martin Landry                                                                                   |
| Conseillers | Edes Berger Géraldine Chrétien Charline Chabot Denise Desmarais Roger Durette Gilberte Potvin | Edes Berger Géraldine Chrétien Charline Chabot Denise Desmarais Roger Durette Gilberte Potvin | Jennyfer Ruel Géraldine Chrétien Valérie Potvin Denise Desmarais Jacques Joncas Gilberte Potvin |

| Candidats pour la mairie | Vote            | %               |
| ------------------------ | --------------- | --------------- |
| Martin Landry (Sortant)  | Sans opposition | Sans opposition |

| Candidats conseiller #1 | Vote            | %               |
| ----------------------- | --------------- | --------------- |
| Jennyfer Ruel           | Sans opposition | Sans opposition |

| Candidats conseiller #2       | Vote            | %               |
| ----------------------------- | --------------- | --------------- |
| Géraldine Chrétien (Sortante) | Sans opposition | Sans opposition |

| Candidats conseiller #3 | Vote            | %               |
| ----------------------- | --------------- | --------------- |
| Valérie Potvin          | Sans opposition | Sans opposition |

| Candidats conseiller #4     | Vote            | %               |
| --------------------------- | --------------- | --------------- |
| Denise Desmarais (Sortante) | Sans opposition | Sans opposition |

| Candidats conseiller #5 | Vote            | %               |
| ----------------------- | --------------- | --------------- |
| Jacques Joncas          | Sans opposition | Sans opposition |

| Candidats conseiller #6    | Vote            | %               |
| -------------------------- | --------------- | --------------- |
| Gilberte Potvin (Sortante) | Sans opposition | Sans opposition |

## Amqui
|             | Élection (2017)                                                                                      | Dissolution (2021)                                                                                   | Élection (2021)                                                                                     |
| Maire       | Pierre D’Amours                                                                                      | Pierre D’Amours                                                                                      | Sylvie Blanchette                                                                                   |
| Conseillers | Sarah-Josée Fournier Normand Boulianne Michel Germain Égide Charest Roland Leclerc Sylvie Blanchette | Sarah-Josée Fournier Normand Boulianne Michel Germain Égide Charest Roland Leclerc Sylvie Blanchette | Elaine A. Guibault Sarah-Josée Fournier Pier-Luc Denoncourt Égide Charest Roland Leclerc Luc Daigle |

| Taux de participation :                | Taux de participation :                | Taux de participation :                | Taux de participation :                | Taux de participation :                | 41,2 % |
| Nombre de votes valides :              | Nombre de votes valides :              | Nombre de votes valides :              | Nombre de votes valides :              | Nombre de votes valides :              | 2 043  |
| Nombre de votes rejetées à la mairie : | Nombre de votes rejetées à la mairie : | Nombre de votes rejetées à la mairie : | Nombre de votes rejetées à la mairie : | Nombre de votes rejetées à la mairie : | 14     |
| Nombre d'électeurs inscrits :          | Nombre d'électeurs inscrits :          | Nombre d'électeurs inscrits :          | Nombre d'électeurs inscrits :          | Nombre d'électeurs inscrits :          | 4 989  |

| Candidats pour la mairie                      | Vote  | %     |
| --------------------------------------------- | ----- | ----- |
| Sylvie Blanchette (Sortante d'un autre poste) | 1 211 | 59,28 |
| Normand Boulianne (Sortant d'un autre poste)  | 705   | 34,51 |
| Jean-Yves Fournier                            | 127   | 6,22  |

| Candidats conseiller #1 | Vote            | %               |
| ----------------------- | --------------- | --------------- |
| Elaine A. Guibault      | Sans opposition | Sans opposition |

| Candidats conseiller #2                          | Vote            | %               |
| ------------------------------------------------ | --------------- | --------------- |
| Sarah-Josée Fournier (Sortante d'un autre poste) | Sans opposition | Sans opposition |

| Candidats conseiller #3 | Vote            | %               |
| ----------------------- | --------------- | --------------- |
| Pier-Luc Denoncourt     | Sans opposition | Sans opposition |

| Candidats conseiller #4 | Vote            | %               |
| ----------------------- | --------------- | --------------- |
| Égide Charest (Sortant) | Sans opposition | Sans opposition |

| Candidats conseiller #5   | Vote            | %               |
| ------------------------- | --------------- | --------------- |
| Richard Leclerc (Sortant) | Sans opposition | Sans opposition |

| Candidats conseiller #6 | Vote            | %               |
| ----------------------- | --------------- | --------------- |
| Luc Daigle              | Sans opposition | Sans opposition |

## Causapscal
|             | Élection (2017)                                                                     | Dissolution (2021)                                                                  | Élection (2021)                                                                        |
| Maire       | André Fournier                                                                      | André Fournier                                                                      | Réjean (Félix) Lagacé                                                                  |
| Conseillers | Guylaine Boily Dave Robichaud Denis Viel Gaétan Gagné Odile Roy Louis-Marie D'Anjou | Guylaine Boily Mario Bouchard Denis Viel Gaétan Gagné Odile Roy Louis-Marie D'Anjou | Réjean Gagné Denis Viel Léo Lepage St-Amand Gaëtan Gagné Odile Roy Louis-Marie D'Anjou |

| Candidats pour la mairie | Vote            | %               |
| ------------------------ | --------------- | --------------- |
| Réjean (Félix) Lagacé    | Sans opposition | Sans opposition |

| Candidats district #1 | Vote            | %               |
| --------------------- | --------------- | --------------- |
| Réjean Gagné          | Sans opposition | Sans opposition |

| Candidats district #2                 | Vote            | %               |
| ------------------------------------- | --------------- | --------------- |
| Denis Viel (Sortant d'un autre poste) | Sans opposition | Sans opposition |

| Candidats district #3 | Vote            | %               |
| --------------------- | --------------- | --------------- |
| Léo Lepage St-Amand   | Sans opposition | Sans opposition |

| Candidats district #4  | Vote            | %               |
| ---------------------- | --------------- | --------------- |
| Gaëtan Gagné (Sortant) | Sans opposition | Sans opposition |

| Candidats district #5 | Vote | %     |
| --------------------- | ---- | ----- |
| Odile Roy (Sortante)  | 119  | 93,70 |
| David Althot          | 8    | 6,30  |

| Candidats district #6         | Vote            | %               |
| ----------------------------- | --------------- | --------------- |
| Louis-Marie D'Anjou (Sortant) | Sans opposition | Sans opposition |

- Démission de Réjean Lagacé, maire, reconnue lors de la séance du conseil du 11 janvier 2023[1]. Odile Roy, conseillère #5, exerce déjà la fonction de pro-maire depuis octobre 2022.

- Démission d'Odile Roy, pro-maire et conseillère #5, le 6 mars 2023 afin de se présenter à la mairie[2]. Réjean Gagné, conseiller #1, exerce la fonction de pro-maire pendant l'intérim[2].

- Élection sans opposition d'Odile Roy au poste de mairesse le 30 mars 2023[3].

| Candidats pour la mairie              | Vote            | %               |
| ------------------------------------- | --------------- | --------------- |
| Odile Roy (Sortante d'un autre poste) | Sans opposition | Sans opposition |

- Élection de Jean-Marie Kabera au poste de conseiller #5 le 4 mai 2023[4].

| Candidats district #5 | Vote | %   |
| --------------------- | ---- | --- |
| Jean-Marie Kabera     | 73   | n/d |
| Jimmy Paquet-Tremblay | 43   | n/d |

- Départ de Louis-Marie D'Anjou, conseiller #6, après le 1er mai 2023.

- Élection de Rodrigue Boulianne au poste de conseiller #6 le 30 juillet 2023[5].

| Candidats district #6 | Vote     | %     |
| --------------------- | -------- | ----- |
| Rodrigue Boulianne    | 57       | 81,43 |
| Corinne Lepage        | 13       | 18,57 |
| Bulletin rejeté       | 1        |       |
| Participation         | 71 / 275 | 25,82 |

## Lac-au-Saumon
|             | Élection (2017)                                                                       | Dissolution (2021)                                                                    | Élection (2021)                                                                       |
| Maire       | Gérard Grenier                                                                        | Gérard Grenier                                                                        | Gérard Grenier                                                                        |
| Conseillers | Gérald Ruel Patrick Bacon Jocelyne Bérubé Chantal Gagné Alain Fradette Valérie Simard | Gérald Ruel Patrick Bacon Jocelyne Bérubé Chantal Gagné Alain Fradette Valérie Simard | Gérald Ruel Patrick Bacon Jocelyne Bérubé Chantal Gagné Alain Fradette Valérie Simard |

| Candidats pour la mairie | Vote            | %               |
| ------------------------ | --------------- | --------------- |
| Gérard Grenier (Sortant) | Sans opposition | Sans opposition |

| Candidats district #1 | Vote            | %               |
| --------------------- | --------------- | --------------- |
| Gérald Ruel (Sortant) | Sans opposition | Sans opposition |

| Candidats district #2   | Vote            | %               |
| ----------------------- | --------------- | --------------- |
| Patrick Bacon (Sortant) | Sans opposition | Sans opposition |

| Candidats district #3      | Vote            | %               |
| -------------------------- | --------------- | --------------- |
| Jocelyne Bérubé (Sortante) | Sans opposition | Sans opposition |

| Candidats district #4    | Vote            | %               |
| ------------------------ | --------------- | --------------- |
| Chantal Gagné (Sortante) | Sans opposition | Sans opposition |

| Candidats district #5    | Vote            | %               |
| ------------------------ | --------------- | --------------- |
| Alain Fradette (Sortant) | Sans opposition | Sans opposition |

| Candidats district #6     | Vote            | %               |
| ------------------------- | --------------- | --------------- |
| Valérie Simard (Sortante) | Sans opposition | Sans opposition |

## Saint-Alexandre-des-Lacs
|             | Élection (2017)                                                           | Dissolution (2021)                                                          | Élection (2021)                                                                     |
| Maire       | Nelson Pilote                                                             | Nelson Pilote                                                               | Nelson Pilote                                                                       |
| Conseillers | Réal Roy Gilbert Leclerc Harold Gagné Aucune candidature Normande Ouellet | Réal Roy Gilbert Leclerc Harold Gagné Vacant Marcel Pilote Normande Ouellet | Réal Roy Gilbert Leclerc Rachid Aniss Cécile St-Amand Marcel Pilote François Pilote |

| Candidats pour la mairie | Vote            | %               |
| ------------------------ | --------------- | --------------- |
| Nelson Pilote (Sortant)  | Sans opposition | Sans opposition |

| Candidats conseiller #1 | Vote            | %               |
| ----------------------- | --------------- | --------------- |
| Réal Roy (Sortant)      | Sans opposition | Sans opposition |

| Candidats conseiller #2   | Vote            | %               |
| ------------------------- | --------------- | --------------- |
| Gilbert Leclerc (Sortant) | Sans opposition | Sans opposition |

| Candidats conseiller #3 | Vote            | %               |
| ----------------------- | --------------- | --------------- |
| Rachid Aniss            | Sans opposition | Sans opposition |

| Candidats conseiller #4 | Vote            | %               |
| ----------------------- | --------------- | --------------- |
| Cécile St-Amand         | Sans opposition | Sans opposition |

| Candidats conseiller #5 | Vote            | %               |
| ----------------------- | --------------- | --------------- |
| Marcel Pilote (Sortant) | Sans opposition | Sans opposition |

| Candidats conseiller #6 | Vote            | %               |
| ----------------------- | --------------- | --------------- |
| François Pilote         | Sans opposition | Sans opposition |

- Démission de Cécile St-Armand, conseillère #4, le 1er mai 2023[6].

- Entrée en fonction de Jinny Ouellet au poste de conseillère #4 lors de la séance du 10 juillet 2023[7].

| Candidats conseiller #4 | Vote | %   |
| ----------------------- | ---- | --- |
| Jinny Ouellet           | n/d  | n/d |

## Saint-Cléophas
|             | Élection (2017)                                                                                         | Dissolution (2021)                                                                       | Élection (2021)                                                                            |
| Maire       | Jean-Paul Bélanger                                                                                      | Jean-Paul Bélanger                                                                       | Jean-Paul Bélanger                                                                         |
| Conseillers | Aucune candidature Richard Fournier Roland St-Pierre Aucune candidature Normand St-Laurent Réjean Houle | Vacant Richard Fournier Roland St-Pierre Micheline Morin Normand St-Laurent Réjean Hudon | Michel Hallé Franciska Caron Hélène Dumont Micheline Morin Normand St-Laurent Réjean Hudon |

| Taux de participation :                | Taux de participation :                | Taux de participation :                | Taux de participation :                | Taux de participation :                | 60,0 % |
| Nombre de votes valides :              | Nombre de votes valides :              | Nombre de votes valides :              | Nombre de votes valides :              | Nombre de votes valides :              | 171    |
| Nombre de votes rejetées à la mairie : | Nombre de votes rejetées à la mairie : | Nombre de votes rejetées à la mairie : | Nombre de votes rejetées à la mairie : | Nombre de votes rejetées à la mairie : | 0      |
| Nombre d'électeurs inscrits :          | Nombre d'électeurs inscrits :          | Nombre d'électeurs inscrits :          | Nombre d'électeurs inscrits :          | Nombre d'électeurs inscrits :          | 285    |

| Candidats pour la mairie     | Vote | %     |
| ---------------------------- | ---- | ----- |
| Jean-Paul Bélanger (Sortant) | 113  | 66,08 |
| Langis Joubert               | 31   | 18,13 |
| Liette Perreault             | 27   | 15,79 |

| Candidats conseiller #1 | Vote | %     |
| ----------------------- | ---- | ----- |
| Michel Hallé            | 134  | 79,76 |
| Martin Lambert          | 34   | 20,24 |

| Candidats conseiller #2    | Vote | %     |
| -------------------------- | ---- | ----- |
| Franciska Caron            | 102  | 60,71 |
| Richard Fournier (Sortant) | 52   | 30,95 |
| Pierre Filiatreault        | 14   | 8,33  |

| Candidats conseiller #3    | Vote | %     |
| -------------------------- | ---- | ----- |
| Hélène Dumont              | 129  | 76,33 |
| Roland St-Pierre (Sortant) | 40   | 23,67 |

| Candidats conseiller #4 | Vote            | %               |
| ----------------------- | --------------- | --------------- |
| Micheline Morin         | Sans opposition | Sans opposition |

| Candidats conseiller #5      | Vote            | %               |
| ---------------------------- | --------------- | --------------- |
| Normand St-Laurent (Sortant) | Sans opposition | Sans opposition |

| Candidats conseiller #6 | Vote            | %               |
| ----------------------- | --------------- | --------------- |
| Réjean Hudon (Sortant)  | Sans opposition | Sans opposition |

## Saint-Damase
|             | Élection (2017)                                                                         | Dissolution (2021)                                           | Élection (2021)                                                                                     |
| Maire       | Jean-Marc Dumont                                                                        | Martin Carrier                                               | Martin Carrier                                                                                      |
| Conseillers | Nelson Lavoie André Gagnon Martin Carrier Chantale Gendron Martine Côté Bruno Robichaud | Nelson Lavoie Vacant Chantale Gendron Vacant Bruno Robichaud | Nelson Lavoie Marie-Chantal Bienvenue Clermont Miousse Hélène Ouellet Maurice D'Astous Martine Côté |

| Candidats pour la mairie | Vote            | %               |
| ------------------------ | --------------- | --------------- |
| Martin Carrier (Sortant) | Sans opposition | Sans opposition |

| Candidats conseiller #1 | Vote            | %               |
| ----------------------- | --------------- | --------------- |
| Nelson Lavoie (Sortant) | Sans opposition | Sans opposition |

| Candidats conseiller #2 | Vote | %     |
| ----------------------- | ---- | ----- |
| Marie-Chantal Bienvenue | 123  | 62,76 |
| Vanessa Caron           | 73   | 37,24 |

| Candidats conseiller #3 | Vote            | %               |
| ----------------------- | --------------- | --------------- |
| Clermont Miousse        | Sans opposition | Sans opposition |

| Candidats conseiller #4 | Vote            | %               |
| ----------------------- | --------------- | --------------- |
| Hélène Ouellet          | Sans opposition | Sans opposition |

| Candidats conseiller #5 | Vote | %     |
| ----------------------- | ---- | ----- |
| Maurice D'Astous        | 122  | 62,56 |
| Élisabeth Michaud       | 73   | 37,44 |

| Candidats conseiller #6 | Vote | %     |
| ----------------------- | ---- | ----- |
| Martine Côté            | 129  | 65,15 |
| Jean-Guy D'Astous       | 69   | 34,85 |

## Saint-Léon-le-Grand
|             | Élection (2017)                                                                                  | Dissolution (2021)                                                                               | Élection (2021)                                                                              |
| Maire       | Jean-Côme Lévesque                                                                               | Jean-Côme Lévesque                                                                               | Jean-Côme Lévesque                                                                           |
| Conseillers | Aubert Turcotte Paul-André Fillion Louisette Bérubé Julie Potvin Georges Barrette Serge Imbeault | Aubert Turcotte Paul-André Fillion Louisette Bérubé Julie Potvin Georges Barrette Serge Imbeault | Suzie Lacombe Serge Lévesque Lise Pineault Serge Imbeault Aubert Turcotte Jean-Marc Fournier |

| Taux de participation :                | Taux de participation :                | Taux de participation :                | Taux de participation :                | Taux de participation :                | 58,7 % |
| Nombre de votes valides :              | Nombre de votes valides :              | Nombre de votes valides :              | Nombre de votes valides :              | Nombre de votes valides :              | 481    |
| Nombre de votes rejetées à la mairie : | Nombre de votes rejetées à la mairie : | Nombre de votes rejetées à la mairie : | Nombre de votes rejetées à la mairie : | Nombre de votes rejetées à la mairie : | 0      |
| Nombre d'électeurs inscrits :          | Nombre d'électeurs inscrits :          | Nombre d'électeurs inscrits :          | Nombre d'électeurs inscrits :          | Nombre d'électeurs inscrits :          | 820    |

| Candidats pour la mairie                 | Vote | %     |
| ---------------------------------------- | ---- | ----- |
| Jean-Côme Lévesque (Sortant)             | 275  | 57,17 |
| Julie Potvin (Sortante d'un autre poste) | 136  | 28,27 |
| Mario Deroy                              | 70   | 14,55 |

| Candidats conseiller #1                     | Vote | %     |
| ------------------------------------------- | ---- | ----- |
| Suzie Lacombe                               | 369  | 77,68 |
| Georges Barrette (Sortant d'un autre poste) | 106  | 22,32 |

| Candidats conseiller #2      | Vote | %     |
| ---------------------------- | ---- | ----- |
| Serge Lévesque               | 243  | 51,27 |
| Paul-André Fillion (Sortant) | 231  | 48,73 |

| Candidats conseiller #3 | Vote | %     |
| ----------------------- | ---- | ----- |
| Lise Pineault           | 352  | 74,89 |
| Raymond Durette         | 118  | 25,11 |

| Candidats conseiller #4                      | Vote | %     |
| -------------------------------------------- | ---- | ----- |
| Serge Imbeault (Sortant d'un autre poste)    | 235  | 49,27 |
| Louisette Bérubé (Sortante d'un autre poste) | 165  | 34,59 |
| Régis Deroy                                  | 77   | 16,14 |

| Candidats conseiller #5                    | Vote | %     |
| ------------------------------------------ | ---- | ----- |
| Aubert Turcotte (Sortant d'un autre poste) | 331  | 69,83 |
| Ghislain Gagnon                            | 143  | 30,17 |

| Candidats conseiller #6 | Vote | %     |
| ----------------------- | ---- | ----- |
| Jean-Marc Fournier      | 275  | 59,27 |
| Martin Madore           | 189  | 40,73 |

- Décès de Jean-Marc Fournier, conseiller #6, le 15 octobre 2023.

- Élection partielle au poste de conseiller #6 le 10 mars 2024.

## Saint-Moïse
|             | Élection (2017)                                                                      | Dissolution (2021)                                                                   | Élection (2021)                                                                      |
| Maire       | Paul Lepage                                                                          | Paul Lepage                                                                          | Patrick Fillion                                                                      |
| Conseillers | Patrick Fillion Marielle Bérubé Diane Parent Maxime Anctil Nancy Côté Suzie Boudreau | Patrick Fillion Marielle Bérubé Diane Parent Maxime Anctil Nancy Côté Suzie Boudreau | Sonia Bouchard Marielle Bérubé Diane Parent Maxime Anctil Nancy Côté Guylaine Kenney |

| Candidats pour la mairie                   | Vote            | %               |
| ------------------------------------------ | --------------- | --------------- |
| Patrick Fillion (Sortant d'un autre poste) | Sans opposition | Sans opposition |

| Candidats conseiller #1 | Vote            | %               |
| ----------------------- | --------------- | --------------- |
| Sonia Bouchard          | Sans opposition | Sans opposition |

| Candidats conseiller #2    | Vote            | %               |
| -------------------------- | --------------- | --------------- |
| Marielle Bérubé (Sortante) | Sans opposition | Sans opposition |

| Candidats conseiller #3 | Vote            | %               |
| ----------------------- | --------------- | --------------- |
| Diane Parent (Sortante) | Sans opposition | Sans opposition |

| Candidats conseiller #4 | Vote            | %               |
| ----------------------- | --------------- | --------------- |
| Maxime Anctil (Sortant) | Sans opposition | Sans opposition |

| Candidats conseiller #5 | Vote            | %               |
| ----------------------- | --------------- | --------------- |
| Nancy Côté (Sortante)   | Sans opposition | Sans opposition |

| Candidats conseiller #6 | Vote            | %               |
| ----------------------- | --------------- | --------------- |
| Guylaine Kenney         | Sans opposition | Sans opposition |

- Démission de Marielle Bérubé, conseillère #2, entre mars et mai 2022[8].

- Élection sans opposition de Nelson Sirois au poste de conseiller #2 le 19 juin 2022[9].

| Candidats conseiller #2 | Vote            | %               |
| ----------------------- | --------------- | --------------- |
| Nelson Sirois           | Sans opposition | Sans opposition |

## Saint-Noël
|             | Élection (2017)                                                                                | Dissolution (2021)                                                                        | Élection (2021)                                                                          |
| Maire       | Daniel Carrier                                                                                 | Daniel Carrier                                                                            | Gilbert Marquis                                                                          |
| Conseillers | Marie-Pier Leblanc Johanne Gagné Mélissa Gagnon Gilbert Marquis Guy Gendron Jean-Louis Roussel | Marie-Pier Leblanc Johanne Gagné Mélissa Gagnon Gilbert Marquis Guy Gendron Gaétan Landry | Marie-Pier Leblanc Johanne Gagné Mélissa Gagnon Hugues Ouellet Guy Gendron Gaétan Landry |

| Candidats pour la mairie                   | Vote            | %               |
| ------------------------------------------ | --------------- | --------------- |
| Gilbert Marquis (Sortant d'un autre poste) | Sans opposition | Sans opposition |

| Candidats conseiller #1       | Vote            | %               |
| ----------------------------- | --------------- | --------------- |
| Marie-Pier Leblanc (Sortante) | Sans opposition | Sans opposition |

| Candidats conseiller #2  | Vote            | %               |
| ------------------------ | --------------- | --------------- |
| Johanne Gagné (Sortante) | Sans opposition | Sans opposition |

| Candidats conseiller #3   | Vote            | %               |
| ------------------------- | --------------- | --------------- |
| Mélissa Gagnon (Sortante) | Sans opposition | Sans opposition |

| Candidats conseiller #4 | Vote            | %               |
| ----------------------- | --------------- | --------------- |
| Hugues Ouellet          | Sans opposition | Sans opposition |

| Candidats conseiller #5 | Vote            | %               |
| ----------------------- | --------------- | --------------- |
| Guy Gendron (Sortant)   | Sans opposition | Sans opposition |

| Candidats conseiller #6 | Vote            | %               |
| ----------------------- | --------------- | --------------- |
| Gaétan Landry (Sortant) | Sans opposition | Sans opposition |

- Démission de Mélissa Gagnon, conseillère #3, le 22 février 2022[10].

- Entrée au conseil de Cathy Perreault au poste de conseillère #3 dès la séance du 5 juillet 2022[11].

| Candidats conseiller #3 | Vote | %   |
| ----------------------- | ---- | --- |
| Cathy Perreault         | n/d  | n/d |

## Saint-Tharcisius
|             | Élection (2017)                                                                                | Dissolution (2021)                                                                        | Élection (2021)                                                                                   |
| Maire       | Jocelyn Jean                                                                                   | Jocelyn Jean                                                                              | Renaud Arguin                                                                                     |
| Conseillers | Gino Valcourt Aucune candidature Annie Jalbert Micheline Jean Donald Clément Lisette St-Pierre | Jacques Rochon Francis Caouette Annie Jalbert Micheline Jean Donald Clément Renaud Arguin | Elphège Desrosiers Marie-Sylvie Simoneau Michel Gagné Micheline Jean Donald Clément Annie Jalbert |

| Nombre de votes valides :              | Nombre de votes valides :              | Nombre de votes valides :              | Nombre de votes valides :              | Nombre de votes valides :              | 221 |
| Nombre de votes rejetées à la mairie : | Nombre de votes rejetées à la mairie : | Nombre de votes rejetées à la mairie : | Nombre de votes rejetées à la mairie : | Nombre de votes rejetées à la mairie : | 0   |

| Candidats pour la mairie                  | Vote | %     |
| ----------------------------------------- | ---- | ----- |
| Renaud Arguin (Sortant d'un autre poste)  | 112  | 50,68 |
| Jocelyn Jean (Sortant)                    | 81   | 36,65 |
| Jacques Rochon (Sortant d'un autre poste) | 28   | 12,67 |

| Candidats conseiller #1 | Vote            | %               |
| ----------------------- | --------------- | --------------- |
| Elphège Desrosiers      | Sans opposition | Sans opposition |

| Candidats conseiller #2 | Vote            | %               |
| ----------------------- | --------------- | --------------- |
| Marie-Sylvie Simoneau   | Sans opposition | Sans opposition |

| Candidats conseiller #3 | Vote            | %               |
| ----------------------- | --------------- | --------------- |
| Michel Gagné            | Sans opposition | Sans opposition |

| Candidats conseiller #4   | Vote            | %               |
| ------------------------- | --------------- | --------------- |
| Micheline Jean (Sortante) | Sans opposition | Sans opposition |

| Candidats conseiller #5  | Vote            | %               |
| ------------------------ | --------------- | --------------- |
| Donald Clément (Sortant) | Sans opposition | Sans opposition |

| Candidats conseiller #6                   | Vote | %     |
| ----------------------------------------- | ---- | ----- |
| Annie Jalbert (Sortante d'un autre poste) | 111  | 50,68 |
| Suzanne Dubé                              | 69   | 31,51 |
| Bruno Lavoie                              | 39   | 17,81 |

- Décès d'Elphège Desrosiers, conseiller #1, le 20 juin 2023.

- Élection de Sophie Lapointe au poste de conseillère #1 le 17 décembre 2023[12].

| Candidats conseiller #1 | Vote     | %     |
| ----------------------- | -------- | ----- |
| Sophie Lapointe         | 62       | 72,09 |
| Michel Fugère           | 15       | 17,44 |
| Jacques Guimond         | 9        | 10,47 |
| Bulletin rejeté         | 1        |       |
| Taux de participation   | 87 / 329 | 26,44 |

## Saint-Vianney
|             | Élection (2017)                                                                                             | Dissolution (2021)                                                                                   | Élection (2021)                                                                                            |
| Maire       | Georges Guénard                                                                                             | Georges Guénard                                                                                      | Georges Guénard                                                                                            |
| Conseillers | Yannick Côté Philippe Anthony Jean Monique Blanchette Robert Charest Martin Guy Plourde Jean-Jacques Wagner | Yannick Côté Cathy Santerre Monique Blanchette Robert Charest Martin Guy Plourde Jean-Jacques Wagner | Jean-Pierre Beaupré Cathy Santerre Monique Blanchette Robert Charest Martin Guy Plourde Aucune candidature |

| Taux de participation :                | Taux de participation :                | Taux de participation :                | Taux de participation :                | Taux de participation :                | 70,9 % |
| Nombre de votes valides :              | Nombre de votes valides :              | Nombre de votes valides :              | Nombre de votes valides :              | Nombre de votes valides :              | 272    |
| Nombre de votes rejetées à la mairie : | Nombre de votes rejetées à la mairie : | Nombre de votes rejetées à la mairie : | Nombre de votes rejetées à la mairie : | Nombre de votes rejetées à la mairie : | 10     |
| Nombre d'électeurs inscrits :          | Nombre d'électeurs inscrits :          | Nombre d'électeurs inscrits :          | Nombre d'électeurs inscrits :          | Nombre d'électeurs inscrits :          | 398    |

| Candidats pour la mairie  | Vote | %     |
| ------------------------- | ---- | ----- |
| Georges Guénard (Sortant) | 207  | 76,10 |
| Jean-Pierre Dolembreux    | 65   | 23,90 |

| Candidats conseiller #1 | Vote | %     |
| ----------------------- | ---- | ----- |
| Jean-Pierre Beaupré     | 244  | 87,77 |
| Patrick Lebrun          | 34   | 12,23 |

| Candidats conseiller #2   | Vote            | %               |
| ------------------------- | --------------- | --------------- |
| Cathy Santerre (Sortante) | Sans opposition | Sans opposition |

| Candidats conseiller #3       | Vote            | %               |
| ----------------------------- | --------------- | --------------- |
| Monique Blanchette (Sortante) | Sans opposition | Sans opposition |

| Candidats conseiller #4  | Vote            | %               |
| ------------------------ | --------------- | --------------- |
| Robert Charest (Sortant) | Sans opposition | Sans opposition |

| Candidats conseiller #5 | Vote            | %               |
| ----------------------- | --------------- | --------------- |
| Guy Plourde (Sortant)   | Sans opposition | Sans opposition |

| Candidats conseiller #6 | Vote | % |
| ----------------------- | ---- | - |
| Aucune candidature      |      |   |

- Élection de Geneviève Verreault au poste de conseillère #6 le 23 janvier 2022[13].

| Candidats conseiller #6 | Vote      | %     |
| ----------------------- | --------- | ----- |
| Geneviève Verreault     | 65        | 45,77 |
| Sébastien Vézina        | 44        | 30,99 |
| Marc Rossignol          | 33        | 23,24 |
| Bulletins rejetés       | 0         |       |
| Taux de participation   | 142 / 398 | 35,68 |

## Saint-Zénon-du-Lac-Humqui
|             | Élection (2017)                                                                               | Dissolution (2021)                                                                           | Élection (2021)                                                                            |
| Maire       | Gino Canuel                                                                                   | Gino Canuel                                                                                  | Gino Canuel                                                                                |
| Conseillers | Caroline Dumont Diane Soucy Jean-Louis Arsenault Joannie Thibault Normand Henley Marc Michaud | Caroline Dumont Diane Soucy Jean-Louis Arsenault Nancy Malenfant Normand Henley Marc Michaud | Caroline Dumont Diane Soucy Karine Dechamplain Nancy Malenfant Normand Henley Marc Michaud |

| Taux de participation :                | Taux de participation :                | Taux de participation :                | Taux de participation :                | Taux de participation :                | 41,2 % |
| Nombre de votes valides :              | Nombre de votes valides :              | Nombre de votes valides :              | Nombre de votes valides :              | Nombre de votes valides :              | 141    |
| Nombre de votes rejetées à la mairie : | Nombre de votes rejetées à la mairie : | Nombre de votes rejetées à la mairie : | Nombre de votes rejetées à la mairie : | Nombre de votes rejetées à la mairie : | 1      |
| Nombre d'électeurs inscrits :          | Nombre d'électeurs inscrits :          | Nombre d'électeurs inscrits :          | Nombre d'électeurs inscrits :          | Nombre d'électeurs inscrits :          | 345    |

| Candidats pour la mairie | Vote | %     |
| ------------------------ | ---- | ----- |
| Gino Canuel (Sortant)    | 89   | 63,12 |
| Danny Rioux              | 52   | 36,88 |

| Candidats conseiller #1    | Vote            | %               |
| -------------------------- | --------------- | --------------- |
| Caroline Dumont (Sortante) | Sans opposition | Sans opposition |

| Candidats conseiller #2 | Vote            | %               |
| ----------------------- | --------------- | --------------- |
| Diane Soucy (Sortante)  | Sans opposition | Sans opposition |

| Candidats conseiller #3 | Vote            | %               |
| ----------------------- | --------------- | --------------- |
| Karine Dechamplain      | Sans opposition | Sans opposition |

| Candidats conseiller #4    | Vote            | %               |
| -------------------------- | --------------- | --------------- |
| Nancy Malenfant (Sortante) | Sans opposition | Sans opposition |

| Candidats conseiller #5  | Vote            | %               |
| ------------------------ | --------------- | --------------- |
| Normand Henley (Sortant) | Sans opposition | Sans opposition |

| Candidats conseiller #6 | Vote            | %               |
| ----------------------- | --------------- | --------------- |
| Marc Michaud (Sortant)  | Sans opposition | Sans opposition |

## Sainte-Florence
|             | Élection (2017)                                                                                         | Dissolution (2021)                                                               | Élection (2021)                                                                         |
| Maire       | Carol Poitras                                                                                           | Carol Poitras                                                                    | Carol Poitras                                                                           |
| Conseillers | Christiane Donnais-Gallant Gérard Richard Normande Plante Guylaine Allard Lorraine Dufour Gaston Martin | Johanne Caissy Gérard Richard Vacant Guylaine Allard Hélène Plante Gaston Martin | ohanne Caissy France Lepage Gisèle Gagnon Hélène Plante Gérald Mazerolle Gérard Richard |

| Taux de participation :                | Taux de participation :                | Taux de participation :                | Taux de participation :                | Taux de participation :                | 75,5 % |
| Nombre de votes valides :              | Nombre de votes valides :              | Nombre de votes valides :              | Nombre de votes valides :              | Nombre de votes valides :              | 245    |
| Nombre de votes rejetées à la mairie : | Nombre de votes rejetées à la mairie : | Nombre de votes rejetées à la mairie : | Nombre de votes rejetées à la mairie : | Nombre de votes rejetées à la mairie : | 4      |
| Nombre d'électeurs inscrits :          | Nombre d'électeurs inscrits :          | Nombre d'électeurs inscrits :          | Nombre d'électeurs inscrits :          | Nombre d'électeurs inscrits :          | 330    |

| Candidats pour la mairie | Vote | %     |
| ------------------------ | ---- | ----- |
| Carol Poitras            | 132  | 53,88 |
| Claude Marineau          | 113  | 46,12 |

| Candidats conseiller #1   | Vote | %     |
| ------------------------- | ---- | ----- |
| Johanne Caissy (Sortante) | 139  | 56,05 |
| May Plante                | 109  | 43,95 |

| Candidats conseiller #2 | Vote            | %               |
| ----------------------- | --------------- | --------------- |
| France Lepage           | Sans opposition | Sans opposition |

| Candidats conseiller #3 | Vote            | %               |
| ----------------------- | --------------- | --------------- |
| Gisèle Gagnon           | Sans opposition | Sans opposition |

| Candidats conseiller #4                   | Vote            | %               |
| ----------------------------------------- | --------------- | --------------- |
| Hélène Plante (Sortante d'un autre poste) | Sans opposition | Sans opposition |

| Candidats conseiller #5 | Vote | %     |
| ----------------------- | ---- | ----- |
| Gérald Mazerolle        | 130  | 52,28 |
| Nancy Girard            | 114  | 46,72 |

| Candidats conseiller #6                   | Vote            | %               |
| ----------------------------------------- | --------------- | --------------- |
| Gérard Richard (Sortant d'un autre poste) | Sans opposition | Sans opposition |

- Démission de Johanne Caissy, conseillère #1, annoncée lors de la séance du 11 juillet 2022[14].

- Entrée au conseil de Germain Pineault au poste de conseiller #1 lors de la séance du 14 novembre 2022[15].

| Candidats conseiller #1 | Vote | %   |
| ----------------------- | ---- | --- |
| Germain Pineault        | n/d  | n/d |

- Démission de Germain Pineault, conseiller #1, lors de la séance du 12 décembre 2022[16].

- Entrée au conseil de Claude Marineau au poste de conseiller #1 lors de la séance du 8 mai 2023[17].

| Candidats conseiller #1 | Vote | %   |
| ----------------------- | ---- | --- |
| Claude Marineau         | n/d  | n/d |

- Départ de France Lepage, conseillère #2, et de Hélène Plante, conseillère #4, en cours de mandat (fin 2023-début 2024).

- Élection partielle au poste de conseiller #2 et #4 le 10 mars 2024.

## Sainte-Irène
|             | Élection (2017)                                                                                   | Dissolution (2021)                                                          | Élection (2021)                     |
| Maire       | Jérémie Gagnon                                                                                    | Sébastien Lévesque                                                          | Sébastien Lévesque                  |
| Conseillers | Sébastien Lévesque Nancy Lizotte Tommy Turgeon Sarah-Maude Dubé Karine Deschênes Nelson Thériault | Vacant Nancy Lizotte Tommy Turgeon Sarah-Maude Dubé Vacant Nelson Thériault | Aucune candidature Nelson Thériault |

| Candidats pour la mairie     | Vote            | %               |
| ---------------------------- | --------------- | --------------- |
| Sébastien Lévesque (Sortant) | Sans opposition | Sans opposition |

| Candidats conseiller #1 | Vote | % |
| ----------------------- | ---- | - |
| Aucune candidature      |      |   |

| Candidats conseiller #2 | Vote | % |
| ----------------------- | ---- | - |
| Aucune candidature      |      |   |

| Candidats conseiller #3 | Vote | % |
| ----------------------- | ---- | - |
| Aucune candidature      |      |   |

| Candidats conseiller #4 | Vote | % |
| ----------------------- | ---- | - |
| Aucune candidature      |      |   |

| Candidats conseiller #5 | Vote | % |
| ----------------------- | ---- | - |
| Aucune candidature      |      |   |

| Candidats conseiller #6    | Vote            | %               |
| -------------------------- | --------------- | --------------- |
| Nelson Thériault (Sortant) | Sans opposition | Sans opposition |

- Élection sans opposition de Nathalie Daoust au poste de conseillère #1, de Charli Fournier au poste de conseiller #2, de Carmen Fournier au poste de conseillère #3, de Nancy Lizotte au poste de conseillère #4 et d'Alain Delisle au poste de conseiller #5 le 28 novembre 2021[18].

| Candidats conseiller #1 | Vote            | %               |
| ----------------------- | --------------- | --------------- |
| Nathalie Daoust         | Sans opposition | Sans opposition |

| Candidats conseiller #2 | Vote            | %               |
| ----------------------- | --------------- | --------------- |
| Charli Fournier         | Sans opposition | Sans opposition |

| Candidats conseiller #3 | Vote            | %               |
| ----------------------- | --------------- | --------------- |
| Carmen Fournier         | Sans opposition | Sans opposition |

| Candidats conseiller #4 | Vote            | %               |
| ----------------------- | --------------- | --------------- |
| Nancy Lizotte (sortant) | Sans opposition | Sans opposition |

| Candidats conseiller #5 | Vote            | %               |
| ----------------------- | --------------- | --------------- |
| Alain Delisle           | Sans opposition | Sans opposition |

- Démission de Charli Fournier, conseiller #2, annoncée le 6 novembre 2023[19].

- Élection partielle au poste de conseiller #2 le 3 mars 2024.

## Sainte-Marguerite-Marie
|             | Élection (2017)                                                                            | Dissolution (2021) | Élection (2021)                                                                             |
| Maire       | Marlène Landry                                                                             |                    | Marlène Landry                                                                              |
| Conseillers | Ginette Lavoie Sylvain Boily Dany Thériault Sylvain Carrier Geneviève Chiasson Line Landry |                    | Vincent Gilbert Sylvain Boily Dany Thériault Sylvain Carrier Geneviève Chiasson Line Landry |

| Candidats pour la mairie  | Vote            | %               |
| ------------------------- | --------------- | --------------- |
| Marlène Landry (Sortante) | Sans opposition | Sans opposition |

| Candidats conseiller #1 | Vote            | %               |
| ----------------------- | --------------- | --------------- |
| Vincent Gilbert         | Sans opposition | Sans opposition |

| Candidats conseiller #2 | Vote            | %               |
| ----------------------- | --------------- | --------------- |
| Sylvain Boily (Sortant) | Sans opposition | Sans opposition |

| Candidats conseiller #3  | Vote            | %               |
| ------------------------ | --------------- | --------------- |
| Dany Thériault (Sortant) | Sans opposition | Sans opposition |

| Candidats conseiller #4   | Vote            | %               |
| ------------------------- | --------------- | --------------- |
| Sylvain Carrier (Sortant) | Sans opposition | Sans opposition |

| Candidats conseiller #5       | Vote            | %               |
| ----------------------------- | --------------- | --------------- |
| Geneviève Chiasson (Sortante) | Sans opposition | Sans opposition |

| Candidats conseiller #6 | Vote            | %               |
| ----------------------- | --------------- | --------------- |
| Line Landry (Sortante)  | Sans opposition | Sans opposition |

- Départ de Geneviève Chiasson, conseillère #5, en 2022.

- Départ de Sylvain Boily, conseiller #3, et de Vincent Gilbert, conseiller #1, en 2023.

- Élection de Jessy Thériault au poste de conseiller #1 le 15 octobre 2023[20].

| Candidats conseiller #1 | Vote | %     |
| ----------------------- | ---- | ----- |
| Jessy Thériault         | 20   | 57,14 |
| Christine Godin         | 15   | 42,86 |
| Bulletins rejetés       | 1    |       |

## Sayabec
|             | Élection (2017)                                                                        | Dissolution (2021)                                                                   | Élection (2021)                                                                           |
| Maire       | Marcel Belzile                                                                         | Marcel Belzile                                                                       | Marcel Belzile                                                                            |
| Conseillers | Frédéric Caron Manon Lacroix Jimmy Bouillon Patrick Santerre Diane Pineault Bruno Côté | Frédéric Caron Manon Lacroix Hugues Berger Patrick Santerre Marie Element Bruno Côté | Frédéric Caron Rémi Carrier Joannie Lajoie Patrick Santerre Marie Element Lorenzo Ouellet |

| Candidats pour la mairie | Vote            | %               |
| ------------------------ | --------------- | --------------- |
| Marcel Belzile (Sortant) | Sans opposition | Sans opposition |

| Candidats conseiller #1  | Vote | %     |
| ------------------------ | ---- | ----- |
| Frédéric Caron (Sortant) | 366  | 74,54 |
| Jasmin Dumais            | 125  | 25,46 |

| Candidats conseiller #2  | Vote | %     |
| ------------------------ | ---- | ----- |
| Rémi Carrier             | 382  | 78,60 |
| Manon Lacroix (Sortante) | 104  | 21,40 |

| Candidats conseiller #3 | Vote            | %               |
| ----------------------- | --------------- | --------------- |
| Joannie Lajoie          | Sans opposition | Sans opposition |

| Candidats conseiller #4     | Vote            | %               |
| --------------------------- | --------------- | --------------- |
| Patrick Santerre (Sortante) | Sans opposition | Sans opposition |

| Candidats conseiller #5  | Vote            | %               |
| ------------------------ | --------------- | --------------- |
| Marie Element (Sortante) | Sans opposition | Sans opposition |

| Candidats conseiller #6 | Vote | %     |
| ----------------------- | ---- | ----- |
| Lorenzo Ouellet         | 305  | 62,37 |
| Bruno Côté (Sortant)    | 184  | 37,63 |

## Val-Brillant
|             | Élection (2017)                                                                                       | Dissolution (2021)                                                                                       | Élection (2021)                                                                                        |
| Maire       | Jacques Pelletier                                                                                     | Jacques Pelletier                                                                                        | Jacques Pelletier                                                                                      |
| Conseillers | Stevens Perry Pelletier Jean Côté Geneviève Leblanc Richard Turgeon Jacques Gaulin Ghislain Perreault | Stevens Perry Pelletier Anne Turbide Geneviève Leblanc Richard Turgeon Jacques Gaulin Ghislain Perreault | Stevens Perry Pelletier Maxime Tremblay Geneviève Leblanc Johanne D'Amours Donald Courcy Denis Couture |

| Candidats pour la mairie    | Vote            | %               |
| --------------------------- | --------------- | --------------- |
| Jacques Pelletier (Sortant) | Sans opposition | Sans opposition |

| Candidats conseiller #3           | Vote            | %               |
| --------------------------------- | --------------- | --------------- |
| Stevens Perry Pelletier (Sortant) | Sans opposition | Sans opposition |

| Candidats conseiller #2 | Vote            | %               |
| ----------------------- | --------------- | --------------- |
| Maxime Tremblay         | Sans opposition | Sans opposition |

| Candidats conseiller #3      | Vote            | %               |
| ---------------------------- | --------------- | --------------- |
| Geneviève Leblanc (Sortante) | Sans opposition | Sans opposition |

| Candidats conseiller #4   | Vote | %     |
| ------------------------- | ---- | ----- |
| Johanne D'Amours          | 200  | 66,45 |
| Richard Turgeon (Sortant) | 101  | 33,55 |

| Candidats conseiller #5  | Vote | %     |
| ------------------------ | ---- | ----- |
| Donald Courcy            | 227  | 76,17 |
| Jacques Gaulin (Sortant) | 71   | 23,83 |

| Candidats conseiller #6 | Vote | %     |
| ----------------------- | ---- | ----- |
| Denis Couture           | 163  | 53,80 |
| Miriane Fournier        | 140  | 46,20 |

- Démission de Donald Courcy, conseiller #5, annoncée lors de la séance du 6 juin 2022[21].

- Élection sans opposition de Richard Turgeon au poste de conseiller #5 le 18 septembre 2022[22].

| Candidats conseiller #5 | Vote            | %               |
| ----------------------- | --------------- | --------------- |
| Richard Turgeon         | Sans opposition | Sans opposition |